# Areca chaiana
Areca chaiana är en enhjärtbladig växtart som beskrevs av John Dransfield. Areca chaiana ingår i släktet Areca och familjen Arecaceae. Inga underarter finns listade i Catalogue of Life.